# Santo António (Louriçal)
Santo António é uma localidade portuguesa situada na freguesia do Louriçal, Município de Pombal, Distrito de Leiria. Fica situada entre Louriçal e Moita do Boi.  

## Significado do nome
Etimológico: Santo António (1195-1231), santo nascido em Lisboa e tendo lá vivido até à sua adolescência na zona da Sé de Lisboa. De seguida teve entrada no Mosteiro de Santa Cruz em Coimbra onde se entusiasmou mais pela missionação e partiu já como teólogo, por toda a Europa e sendo conhecido a nével desta.  
Popular: A capela de Santo António, para onde foi enviada uma imagem de Santo António, é mais velha que o Convento do Louriçal. A população daquela região era mínima e ia regularmente rezar à capela em louvor a Santo António. Daí surgiu o nome Santo António para aquela região.  
Informações paroquiais de 1721 indicam que antes de ter o nome Santo António, esta região era chamada Casal de Santo António. Em 1836 esta localidade tinha 18 casas.